# Platysquilloides enodis
Platysquilloides enodis är en kräftdjursart som först beskrevs av Manning 1962.  Platysquilloides enodis ingår i släktet Platysquilloides och familjen Nannosquillidae. Inga underarter finns listade i Catalogue of Life.